# ベースカバー
ベースカバーとは、野球、ソフトボールにおいて、守備側野手の役割の一つ。別の野手からの送球を受けることを予想してベース直近に位置し、その塁に向かってくる走者に対してプレイを行う。また、野手の打球処理の失敗や悪送球に備えて後方で待機する、いわゆるバックアッププレイについても、日本ではカバーと呼ばれることがある。

## ベースカバー
一般的には一塁手は一塁、二塁手および遊撃手は二塁、三塁手は三塁、さらに捕手は本塁をカバーする。フォースプレイやアピールプレイでは、ベースカバーを行う野手は片足をベースバッグに接した状態で送球を待つ。しかし、野手が本来ベースカバーすべき塁を大きく離れて打球処理をした後でその塁へ一刻も早くフォースプレイやアピールプレイを行う必要がある場合には、別の野手がベースカバーを行う。
ルール上はどの野手がどの塁をカバーしても構わない。様々な状況に応じて、最善の野手がベースカバーを行うので、時には外野手が内野に入りベースカバーを行うこともある。

### ベースカバーの例
本塁
暴投や捕逸で捕手がボールを追って本塁を空けた場合、投手が本塁をカバーする。
一塁
投手と一塁手の前に打球が転がり両者が打球処理に向かった場合、二塁手が一塁をカバーする。また、一二塁間に打球が転がり両者が打球処理に向かった場合は、投手が一塁をカバーする。
二塁
二塁のベースカバーを二塁手および遊撃手以外の野手が行うことは稀だが、一二塁間あるいは二三塁間の挟殺プレイでは中堅手が二塁をカバーする場合がある。
三塁
走者二塁で三塁手の前に打球が転がって三塁手と投手の両者が打球処理に向かった場合、遊撃手が三塁をカバーする。また、走者二塁で二三塁間に打球が転がり三塁手と遊撃手が打球処理に向かった場合、投手が三塁をカバーする。

## バックアップ
打球や送球を野手が捕り損ねたり、悪送球を止めることができない事態を想定して、他の野手が打球・送球方向の後方に移動し、これに備えることをバックアップ（する）という。

### 打球処理のバックアップ例
- 内野へのゴロを内野手が捕りに行った際に、後逸に備えて他の近くの内野手が後方に回りこみ、捕れなかったときに備える。
- 外野への安打を外野手が処理する際は、後逸に備えてもう一人の外野手が後方で待機する。

### 悪送球に備えたバックアップ例
- 投手や三塁手や遊撃手の一塁送球では、右翼手は悪送球に備え、右ファウルゾーン方向にバックアップする。
- 本塁クロスプレイ時に、投手が悪送球に備え、バックネット側でバックアップする。
- 走者無しで一二塁間に打球が飛んだ際の一塁送球では、捕手は悪送球に備え、一塁側のファウルグラウンドで一塁手の後方をバックアップする。
- 打球が右中間に飛んで走者が三塁に進む事態になった場合、左翼手は悪送球に備え、三塁後方でバックアップする。